# Pawel Michailowitsch Kamosin
Pawel Michailowitsch Kamosin (russisch Павел Михайлович Камозин, * 3. Juli 1917 in Beschiza (heute Teil von Brjansk), Gouvernement Orjol; † 24. November 1983) war ein sowjetischer Jagdflieger.

## Leben
Kamosin war Sohn eines russischen Arbeiters. Er arbeitete als Schlosser im Werk „Krassni Profintern“. Gleichzeitig war er Mitglied in einem Fliegerklub der DOSAAF. 1938 schloss er die Militärfliegerschule in Borissoglebsk ab und arbeitete als Fluglehrer. Ab Oktober 1942 kämpfte er im Deutsch-Sowjetischen Krieg. Er erzielte 35 Luftsiege und 13 weitere in der Gruppe. 
1946 wurde er aus gesundheitlichen Gründen demobilisiert und arbeitete in der Zivilluftfahrt und in der DOSAAF.
Er war zweifacher Held der Sowjetunion (1. Mai 1943 und 1. Juli 1944), Träger des Leninordens und zweifacher Träger des Rotbannerordens.